# Jon Landau (producteur de cinéma)
Pour les articles homonymes, voir Jon Landau et Landau.
Jon Landau, né le 23 juillet 1960 à New York (État de New York) et mort le 5 juillet 2024 à Los Angeles (Californie), est un producteur américain de cinéma.

## Biographie
Jon Landau est le fils du producteur Ely Landau. Au début des années 1990, Jon Landau est vice-président exécutif de la production de longs métrages chez Twentieth Century Fox.
Jon Landau est surtout connu pour avoir produit Titanic, un film qui lui a valu un Oscar et est devenu le film le plus rentable de tous les temps, le premier à atteindre 1 milliard de dollars de recettes brutes. Le film a atteint 1,84 milliard de dollars, soit plus du double des 914 millions de dollars du record de l'époque, Jurassic Park. Titanic a ensuite rapporté 300 millions de dollars supplémentaires en 2012, portant le total mondial du film à 2,18 milliards de dollars, devenant ainsi le deuxième film à atteindre 2 milliards de dollars.
En 2009, Jon Landau et James Cameron produisent le blockbuster de science-fiction Avatar, qui a depuis surpassé leur précédente collaboration, Titanic, pour devenir le nouveau film le plus rentable de tous les temps, avec 2,92 milliards de dollars. Avatar a valu à Jon Landau sa deuxième nomination aux Oscars.
Jon Landau décède d'un cancer à l'âge de 63 ans le 5 juillet 2024,. Avatar 3, Avatar 4 et Avatar 5 qu'il a produits avant sa mort sortiront à titre posthume et lui seront dédiés.

## Filmographie
- 1987 : Campus Man
- 1989 : Chérie, j'ai rétréci les gosses (coproducteur)
- 1990 : Dick Tracy
- 1997 : Titanic
- 2000 : A Clockwork Maury
- 2001 : Ding-a-ling-Less
- 2002 : Solaris
- 2009 : Avatar
- 2019 : Alita: Battle Angel[6]
- 2022 : Avatar : La Voie de l'eau
- 2025 : Avatar: Fire and Ash (sortie posthume)
- 2029 : Avatar 4 (sortie posthume)
- 2031 : Avatar 5 (sortie posthume)

## Distinctions
- Oscar du meilleur film (1997)